# Tvångströja

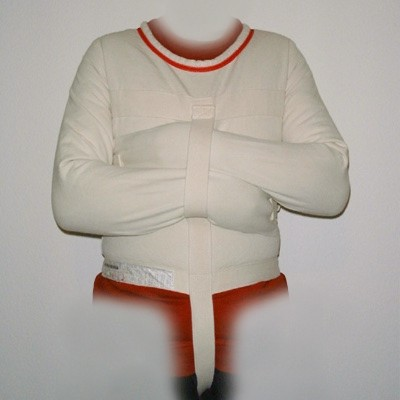
Tvångströja

Tvångströja eller snörkostym är ett klädesplagg tillverkat i starkt material, som förr i tiden användes för att oskadliggöra våldsamma, sinnessjuka patienter. Tvångströjan är sluten framtill och knäpps på ryggen samt är försedd med mycket långa ärmar, vilka knyts i kors över bröstet eller på ryggen eller också binds vid sängen. Personer som sattes i tvångströja placerades ibland i madrasserad cell.
Under 1900-talet kom psykofarmaka i bruk, och ersatte delvis tvångströja och andra äldre metoder för att kontrolla patienterna. Mot bruket av tvångströja ivrade redan på 1850-talet John Conolly. Numera är tvångströjan utdömd ur vården. Den används ej i Sverige och i andra länder främst när medicinering är kontraindicerad, exempelvis för att skydda den sjuke mot sig själv, vid våldsamma självmordstendenser, efter kirurgiska ingrepp, när den sjuke söker avriva ett förband och så vidare.
Tvångströja kallades förr även kamisol (av franska: camisole de force), samt inom popkulturära kretsar för rakkavaj (av engelska: straight jacket).

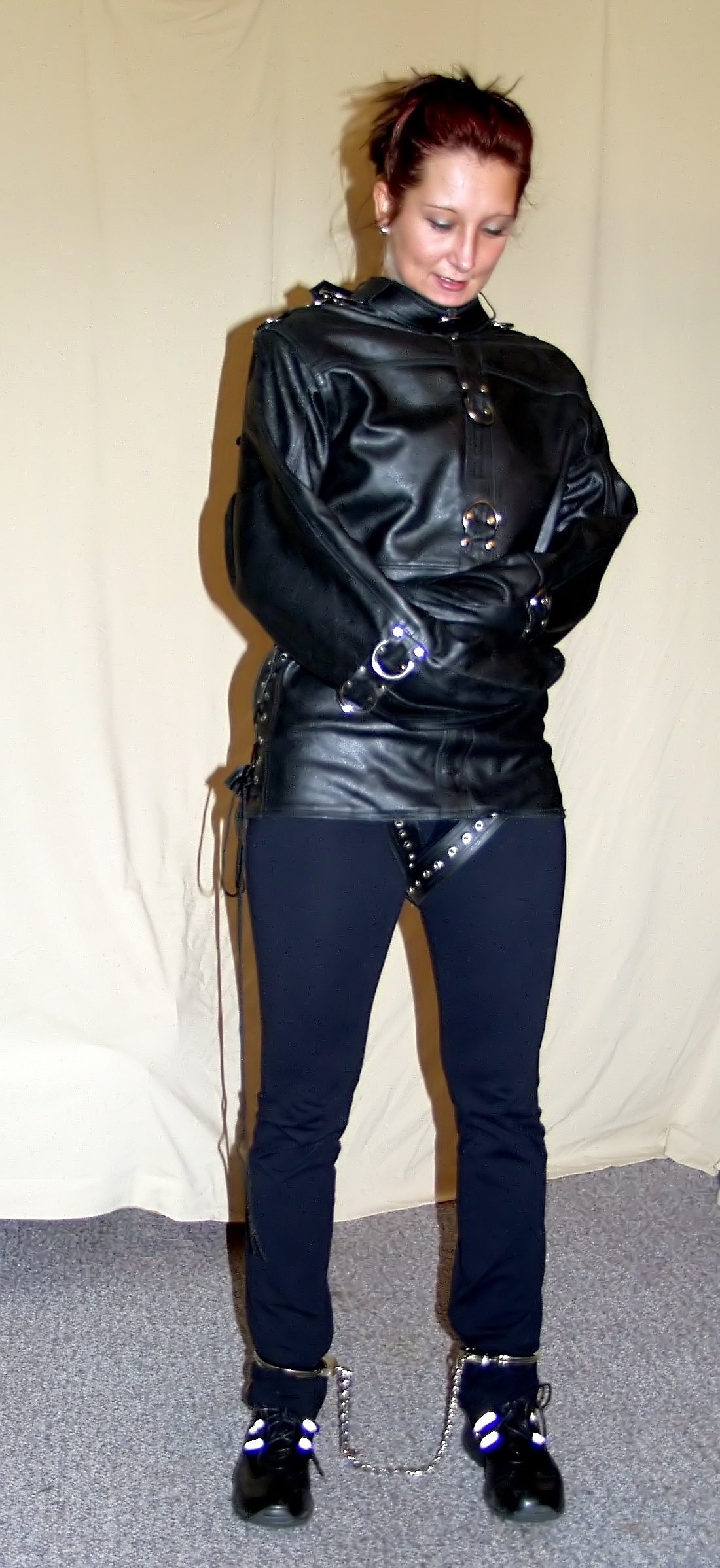
Tvångströja inom BDSM.

Tvångströjor förekommer även användas inom BDSM.

## Sverige
Tvångströjans stigmatisering har lett till att den ersatts av andra metoder inom svensk psykiatri. Inom den psykiatriska tvångsvården förekommer tvångsmedicinering, bältesläggning samt avskiljning, vilket innebär att patienten hänvisas till att vistas enbart i en del av den psykiatriska avdelningen. 
Under 2009-2010 uppstod diskussion kring rättspsykiatrin i Sundsvall, som använt ytterligare tvångsmetoder i behandlingen av främst självskadande patienter. Dessa metoder inkluderade särskilda skyddshandskar och skyddshjälm. Socialstyrelsen har nu konstaterat att dessa former av tvång inte har stöd i gällande lagstiftning och de har därför upphört.